# Alburninae
Az Alburninae a sugarasúszójú halak (Actinopterygii) osztályának pontyalakúak (Cypriniformes) rendjébe, ezen belül a pontyfélék (Cyprinidae) családjába tartozó alcsalád.

## Rendszerezés
Az alcsaládba az alábbi 5 nem tartozik:
- Alburnoides Jeitteles, 1861 – 34 faj
- küsz (Alburnus) Rafinesque, 1820 – 44 faj
- Acanthalburnus (Berg, 1916) – 2 faj
- Hemiculter (Bleeker, 1860) – 7 faj
- Pseudolaubuca (Bleeker, 1864) – 4 faj